# Адам (фільм, 2019)
«Адам» (англ. Adam) — американський драматичний фільм 2019 року, прем'єра якого відбулася 25 січня на кінофестивалі «Санденс». Режисером фільму є дебютант Ріс Ернст, сценарій написав Аріель Шраг (саме на основі його однойменного роману був знятий фільм).

## Сюжет
Незграбний підліток Адам прибув, щоб провести останнє літнє заняття зі своєю старшою сестрою, яка кинула себе на лесбійську та транс-активістську сцену Нью-Йорка. Протягом літа Адам і ті, що оточують його, переживають любов, дружбу та суворі важкі істини в цій комедії, що наступає у віці.

## У ролях[1]
- Ніколас Александер — Адам
- Індія Менуез — Джилліан
- Лео Шен — Етан
- Хлоя Левіна — червень
- Маргарет Кволлі — Кейсі
- Макстон Майлз Баеза — хлопчик Кейсі
- Джері Джонс — Schuyler
- Мжей Родрігез — Емма
- Дана Алія Левінсон — Хейзел
- Аліша Б Вудс — Джекі
- Рейчел Буркхардт — Надія
- Мелані Хінкл — Кейт
- Пейдж Гілберт — Бутч лесбійка
- Ашли Аткінсон — тіло жінки

## Виробництво
У листопаді 2016 року було оголошено, що Desiree Akhavan будуть знімати фільм за сценарієм Аріеля Шрага. Режисером став Рік Ернст.
У серпні 2017 року було оголошено, що Маргарет Куаллі приєдналася до акторського складу фільму.

## Реліз
Світова прем'єра фестивалю відбулася на кінофестивалі Sundance 25 січня 2019 року.